# 20433 Prestinenza
20433 Prestinenza è un asteroide della fascia principale. Scoperto nel 1999, presenta un'orbita caratterizzata da un semiasse maggiore pari a 3,1450720 UA e da un'eccentricità di 0,0891329, inclinata di 17,10493° rispetto all'eclittica.